# Hans Leopold Höhl
Hans Leopold Höhl (* 17. Mai 1910 in Bruchhausen; † 5. Januar 1995) war ein deutscher Kaufmann.

## Leben
Hans Leopold Höhl war der Sohn aus der Ehe des Ingenieurs Oswald Höhl und Josefine, geb. Otten. Er war seit 1948 verheiratet mit Lina Mary, geb. Kilstofte-Nielsen; aus der Ehe stammen zwei Kinder.
Nach seiner kaufmännischen Ausbildung bei der Exportfirma Piel&Fehling in Lübeck trat er 1936 in Dienste der Possehl-Gruppe in Lübeck. Höhl war später langjähriges Vorstandsmitglied der L. Possehl & Co. mbH in Lübeck der Obergesellschaft der zur Possehl-Gruppe gehörenden Unternehmen. Er war Aufsichtsratsmitglied unter anderem der Unternehmen Deutscher Eisenhandel AG in Berlin, Iduna Allgemeine Versicherung AG in Hamburg, Metallhüttenwerke Lübeck AG, Max Giese-Bau GmbH. Er war vom 12. Juli 1955 bis 30. April 1977 Vorsitzender der Possehl-Stiftung.
Höhl war Vorstandsmitglied im Kuratorium der Marli-Werkstätten Lübeck und im Kuratorium Marienkrankenhaus Lübeck. Er war zudem Honorarkonsul für Österreich für den Bezirk Stadt Lübeck und Herzogtum Lauenburg, Stormarn und Ostholstein im Land Schleswig-Holstein, ab 1962 auch in der Stadt Kiel.
1959 wurde Hans Leopold Höhl von Kardinal-Großmeister Nicola Kardinal Canali zum Ritter des Ritterordens vom Heiligen Grab zu Jerusalem ernannt und am 6. Juni 1959 im Essener Dom durch Erzbischof Lorenz Jaeger, Großprior des Ordens, investiert. Zuletzt war er Großoffizier des Ordens. Für sein Engagement für die Christen im Heiligen Land wurde er zum Großkreuzritter al merito ernannt.

## Ehrungen und Auszeichnungen
- Ritter vom Heiligen Grab (1959)
- Senator E. h. der Technischen Universität Braunschweig (1961)
- Großes Bundesverdienstkreuz des Verdienstordens der Bundesrepublik Deutschland (1972)
- Großkreuzritter al merito des Ritterorden vom Heiligen Grab
- Großes Ehrenzeichen für Verdienste um die Republik Österreich
- Goldenes Ehrenzeichen für Verdienste um die Republik Österreich